# Mihail Illarionovics Artamonov
Mihail Illarionovics Artamonov (orosz nyelven: Михаил Илларионович Артамонов), Vigolovo, Tveri terület,  1898. december 5. – Leningrád, 1972. július 31.) szovjet és orosz történész és régész, akit a modern kazár tanulmányok alapító atyjaként ismertek el.

## Életpályája
Artamonov a Tveri kormányzóságban született, parasztcsaládban. Kilencéves korában költözött Szentpétervárra, hogy középfokú tanulmányokat folytasson, többek között festészetet tanult Kuzma Petrov-Vodkin és művészettörténetet Nyikolaj Szicsov mellett, valamint régészetet. Aktív résztvevője volt az orosz forradalomnak.
Tudományos karrierjének középpontjában a Leningrádi Egyetem állt, ahol 1928-tól tanított, 1935-től professzor, 1949-től pedig a régészeti tanszék vezetője volt.
Bronzkori és vaskori településeket kutatott a Don folyó mellett, az Észak-Kaukázusban és Ukrajnában, számos szkíta és kazár kurgánt és települést tárt fel (a legismertebb a szarkeli kazár erőd, amelyet az első, általa szervezett ásatáson fedezett fel 1929-ben), és 1962-ben egy terjedelmes monográfiát (Istorija kazár) publikált a kazárokról. E művének korai kiadásait (1937, 1939), amelyek a kazároknak a korai Rusz és más népek fejlődésére gyakorolt óriási hatását hangsúlyozták, a szovjet hatóságok elítélték, ami arra kényszerítette, hogy művét kiegészítse egy olyan következtetéssel, amely lényegében azt állítja, hogy valójában nem volt tartós hatásuk.
1939-ben kinevezték a Szovjetunió Tudományos Akadémiája Anyagi Kultúrtörténeti Intézetének igazgatójává, az intézet munkatársainak kívánságával összhangban, miután azok fellázadtak Artamonov elődje, Jozef Orbeli ellen, aki elbocsátotta az intézet számos vezető tagját - a hatóságok részéről ez a fordulat példátlan volt Sztálin uralkodása alatt. Az ő vezetése alatt az intézet számos folyóiratot indított, köztük a Szovjetszkaya arkheologiya, az IHMC rövid jelentései és a Szovjetunió régészetének anyagai és kutatásai című folyóiratokat, és egy moszkvai fiókot is létrehozott.
Artamonovot 1951-ben nevezték ki az Ermitázs Múzeum igazgatójává. Tizenhárom évvel később leváltották tisztségéből, mivel ellenállt a kommunista párt tisztviselőinek a múzeum vezetésébe való beavatkozásának, különösen amiatt, hogy nem volt hajlandó eltávolítani a francia impresszionisták - a kormány által "burzsoá dekadenseknek" minősített - festményeit a kiállításról.
Artamonovot kitüntették a Lenin-renddel, a Munka Vörös Zászlórenddel és különböző kitüntetésekkel. Számos tanítványa volt, köztük Lev Gumiljov, Anatolij Kirpicsnyikov, Dmitrij Machinszkij és Igor Dubov. Tanítványai között volt Szvetlana Pletnyova és Leo Klejn is. 1972-ben halt meg, miközben egy tudományos cikket szerkesztett az íróasztalánál.

## Fordítás
Ez a szócikk részben vagy egészben  a   Mikhail Artamonov (historian) című angol Wikipédia-szócikk fordításán alapul.  Az eredeti cikk szerkesztőit annak laptörténete sorolja fel. Ez a jelzés csupán a megfogalmazás eredetét és a szerzői jogokat jelzi, nem szolgál a cikkben szereplő információk forrásmegjelöléseként.

## Publikációi (válogatás)
- Istorija Chazar. Leningrad 1962.
- Werner Formannal (fényképész): Goldschatz der Skythen in der Eremitage. Dausien, Hanau 1970.
- Kimmerijcy i Skify. Leningrad 1974.